# Andrés Brenes
José Andrés Brenes Mata (Cartago, 18 de diciembre de 1964) es un exciclista costarricense, ganador en una oportunidad de la Vuelta a Costa Rica.
Comenzó su carrera en el ciclismo impulsado por su hermano, Albin Brenes, quien de inmediato se convirtió en su entrenador. Debido a su calidad y técnica lo llevó a convertirse en el primer ciclista costarricense, en firmar para un equipo profesional de ciclismo de ruta. Fue contratado, en 1993 por el Chevrolet L. A. Sheriff Cycling.
Al igual que lo hiciera en el ciclismo de ruta, Brenes Mata tiene el honor de ser el primer costarricense en firmar para un equipo profesional de ciclismo de montaña, en este caso el Team Ritchey. Participó en las Olimpiadas de Atlanta, 1996. En ella, logró llegar en el puesto número seis, compitiendo en la modalidad de ciclismo de montaña.
De acuerdo con la prensa deportiva, Andrés Brenes es el tercer mejor deportista del país, después de las hermanas Sylvia y Claudia Poll, en lograr triunfos en una Olimpiada, gracias a su sexto lugar en Juegos Olímpicos de Atlanta 1996. Gracias a todos estos impresionantes logros, el periódico La Nación, lo designa como uno de los 25 deportistas más destacados del siglo XX, en Costa Rica.
Se retiró de las competencias de alto rendimiento el 18 de octubre de 2000, luego de dos décadas de éxito en el ciclismo competitivo.
Debido a todos sus logros deportivos y extraordinarias participaciones representando a su país se le considerero su ingreso a la Galería Costarricense del Deporte el 22 de diciembre del 2011.
En la actualidad, Andrés Brenes se dedica a entrenar nuevas promesas en la disciplina del ciclismo.

## Equipos de Ciclismo de Ruta Profesionales
| Año       | Pais           | Equipo                   |
| 1993      | Estados Unidos | Chevrolet - L.A. Sheriff |
| 1994      | Estados Unidos | Chisholm Racing          |
| 1996-1997 | Estados Unidos | Ritchey                  |
| 1999-2000 | Suiza          | Ritchey                  |

A nivel nacional colaboro con su hermano en el equipo Pizza Hut.

## Palmarés
| Palmarés en ciclismo de Ruta: 1983 - 2.º en 6.ª etapa de la Vuelta a Chiriquí, Panamá 1990 - 1.º en 1.ª etapa de la Vuelta a Costa Rica - 1.º en 3.ª etapa de la Vuelta a Costa Rica - 2.º en Clasificación General Final Vuelta de la Vuelta a Costa Rica 1991 - 1.º en Clasificación General Final Vuelta a Guatemala 1994 - 1.º en Clasificación General de la Vuelta a Costa Rica | Palmarés en Mountainbike: 1994 - 1.º en Clasificación General de Campeonato Latinoamericano de Ciclismo de Montaña - 10.º en Campeonato Mundial de MTB, Estados Unidos 1995 - 2.ª Medalla de Plata en Juegos Panamericanos de Mar del Plata, Argentina en la modalidad MTB Cross Country - 6.º en la Copa del Mundo, de Vail, Colorado - 17.º en la Copa del Mundo de MTB, Austria 1996 - 6.º Juegos Olímpicos de Atlanta 1996 - 8.º en la Copa del Mundo de MTB, Australia - 1.º en Copa Cactus, en Brasil. 1999 - 6.º en Juegos Panamericanos de Winnipeg, Canadá - 11.º en la Copa del Mundo de MTB, Suecia |